# Ботнічна бухта
Ботнічна бухта (фін. Perämeri, швед. Bottenviken) найпівнічніша частина Ботнічної затоки, в північній частині Балтійського моря. Її північна точка знаходиться в Тері. Бухта обмежена Фінляндією на сході, Швецією на заході і Північним Кваркеном на півдні.
Головними портами у Фінляндії є Оулу, Кемі і Рааге.
Найбільша глибина бухти — 147 м.
Бухта має найвищі темпи гляціоізостазії в Балтійському морі.